# Non recidere, forbice, quel volto
Non recidere, forbice, quel volto è una poesia di Eugenio Montale del 1937 e fa parte della raccolta Le occasioni (nella sezione dei Mottetti). La forbice è un correlativo oggettivo del tempo inesorabile, che il poeta implora di non cancellare dalla sua memoria il ricordo di un volto, probabilmente quello dell'amata (i Mottetti parlano soprattutto di una donna).

## Il testo
Il testo inizia, nella prima quartina, con un imperativo negativo, una "formula deprecativa" (Isella) per invitare la forbice-tempo a non cancellare (recidendolo, come se le cesoie da giardiniere tagliassero una fotografia per eliminarne una parte) il volto più caro, distruggendo l'unico ricordo netto nella nebbia della memoria confusa e labile del poeta (labile per tutte le altre cose di sempre). Il volto della persona è in ascolto, come se si aspettasse e temesse il momento della fine del suo ricordo; è grande per la sua importanza interiore, e perché si distingue nettamente da tutti gli altri.
 
L'immagine successiva, descrittiva, della seconda quartina, è del colpo secco della forbice-accetta nel tagliare il ramo dell'acacia ferita, che a sua volta lascia cadere un guscio di cicala nella fanghiglia autunnale appena formata dalla pioggia: è un'immagine dolorosa, di abbandono-annientamento del ricordo (il guscio di cicala) giù nel fango del "nulla" quotidiano, in un'atmosfera ormai gelida per il sopravvenuto freddo di novembre (Un freddo cala...), il freddo propizio alla ormai prossima dimenticanza di una persona che era cara. Belletta (fanghiglia) è un termine dantesco e dannunziano, che suscita un senso di morte e di staticità.